# Avianca El Salvador
Transportes Aereos del Continente Americano (TACA), operada como Avianca El Salvador, é uma companhia aérea estabelecida em Honduras, depois em El Salvador, até passar a ser centro-americana.  Por mais de 75 anos, a TACA funcionou como linha aérea de bandeira de El Salvador, até que nos anos 90 a TACA comprou a maioria das ações das outras linhas aéreas centro-americanas para posteriormente formar o Grupo TACA. O nome "TACA" se origina como Transportes Aéreos Centro-americanos que foi modificado para Transportes Aéreos do Continente Americano.
A família Kriete de El Salvador é dona e acionista majoritária do Grupo TACA.
Das cinco linhas aéreas que formam o grupo, apenas a Lacsa (originária de Costa Rica) segue operando seus voos com sua própria placa, própria tripulação, e serviços de bordo (se aplica unicamente a números de voo), porém as demais utilizam o nome TACA.
É importante notar, que em 2008, Roberto Kriete e a junta diretiva deram por terminado o nome "Grupo TACA", nome que se utilizou durante a fusão de LACSA, NICA, SAHSA e Aviateca. O novo nome é TACA Airlines, unicamente Taca e Lacsa.

## Frota
A frota da Avianca El Salvador é composta por 36 aviões em sua maior parte da empresa Airbus.
| Avião           | Total           | Motores      | Passageiros (Classe Executiva/Econômica) | Rotas                 | Notas |
| --------------- | --------------- | ------------ | ---------------------------------------- | --------------------- | ----- |
| Airbus A319-100 | 7 (4 pedidos)   | IAE V2500    | 124 (12/112)                             | Curto e médio alcance |       |
| Airbus A320-200 | 15 (14 pedidos) | IAE V2500    | 154 (12/142)                             | Curto e médio alcance |       |
| Airbus A321-200 | 5               | IAE V2500    | 194 (12/182)                             | Curto e médio alcance |       |
| Embraer 190     | 9 (2 pedidos)   | GE CF34-10E6 | 96 (8/88)                                | Curto e médio alcance |       |